# Бойові дії на території Росії під час російсько-української війни
Сторінка містить перелік військових інцидентів, що включають бойові дії, обстріли, диверсії, вбивства, та катастрофи, пов'язані з вторгненням Росії в Україну, що триває з 24 лютого 2022 року, або з російською армією на території Росії протягом цього періоду загалом.

## Передісторія
Ще під час початку війни на Донбасі в 2014 році, особливо влітку, повідомлялося про кілька нападів на материковій частині Росії, насамперед у Ростовській області. Україна відкидала відповідальність за обстріли, заявивляючи, що це була атака проросійських бойовиків під чужим прапором, щоб спровокувати Москву на відкрите втручання на їх захист.
На початку лютого 2022 розвідка США, яка напередодні вторгнення неодноразово публікували розвіддані про плани нападу Росії на Україну, повідомляла про наміри російської влади сфабрикувати свідоцтва українського нападу на територію Росії або жителів окупованого сходу України для обґрунтування вторгнення. Росія справді спробувала здійснити серію операцій під фальшивим прапором, що підтверджується матеріалами розслідувачів із Bellingcat.
З 19 лютого 2022 року російська влада почала повідомляти про падіння снарядів з України на територію Росії, а потім — і про бої з диверсійно-розвідувальними групами, що заперечувалося українською стороною. Низка таких повідомлень була визнана недостовірною розслідувальною групою Bellingcat.
21 лютого близько шостої години ранку, за повідомленням представників Південного військового округу ЗС РФ, в районі станиці Мітякінської Ростовської області до кордону Росії нібито вийшла українська диверсійно-розвідувальна група. Її виявили російські прикордонники, які запросили підкріплення військових. На місці розпочався бій, під час якого з території України через російський кордон в'їхали дві бойові машини піхоти. У ході бою бронетехніку та п'ять членів диверсійної групи було знищено, серед російських військових та прикордонників втрат не було. У той же день директор ФСБ Росії Олександр Бортніков заявив, що вночі на російську територію проникли дві українські диверсійні групи, знищені прикордонниками та військовими, при цьому один український військовослужбовець потрапив у полон. Міністр закордонних справ України Дмитро Кулеба назвав заяви про посилку Україною диверсантів та про обстріли нею території РФ дезінформацією та повідомив, що Україна подібних дій не здійснювала та не планує. Того ж дня ФСБ заявила, що о 09:50 невстановлений снаряд, випущений з боку України, розірвався на території Ростовської області, зруйнувавши пункт прикордонної служби ФСБ, який знаходився приблизно в 150 метрах від кордону. 21 лютого на брифінгу для преси високопоставлений представник Білого дому заявив, що ряд відеозаписів про інциденти на Донбасі було зроблено заздалегідь, про що говорять метадані файлів. «Ці спроби дезінформації нікого не обманюють», — сказав він.

## Перелік інцидентів

### 2014
- 13 липня — за словами російських офіційних осіб, мінометні снаряди, випущені з території України, розірвалися у дворі[en] приватного будинку у прикордонному місті Донецьку Ростовської області. Внаслідок обстрілу загинув один мирний житель і двоє отримали поранення[13].

### 2022

#### Лютий
- 24 лютого
  - ФСБ заявила про обстріл прикордонного пункту в Курській області з боку України[14].
  - в Воронезькій області біля села Урив-Покровка розбився військово-транспортний літак Ан-26, який перевозив «особливо цінне майно». Екіпаж загинув. Причиною аварії літака могла стати відмова техніки[15].
  - у Бєлгородській області від вибухів снарядів постраждали двоє дорослих та дитина 2015 року народження[16]. Загалом у перший день російського вторгнення в Україну у Білгородській області зафіксували шість епізодів руйнувань, які стались починаючи з 6:00 за місцевим часом[17], що викликало паніку у місті[18], не працювали дитячі сади та школи, закрито аеропорт[19][20][21].
- 25 лютого
  - Україна відповіла на обстріл українських міст Росією, завдавши удару по авіабазі, що знаходиться в Ростовській області під Міллерово, балістичною ракетою «Точка-У»[16][22]. Внаслідок удару було пошкоджено вагончик, у якому знаходилися техніки[16]. З української сторони про це повідомив головний редактор видання «Цензор. Нет» Юрій Бутусов. Було виведено з ладу один літак.[23] Наприкінці квітня стало відомо, що під час обстрілу аеродрому постраждав пілот капітан Віталій Войцеховський, він помер у шпиталі 19 березня. Посмертно його нагородили медаллю «За відвагу».[24]
  - на дачі в Підмосков'ї колишній бойовик так званої «ДНР» розстріляв з пістолета двох та сам здійснив суїцид. Його батько потім пояснював поліцейським, що його син міг відбиватись від грабіжників[25].

#### Березень
- 1 березня — російські сили ППО збили українську ракету «Точка У» у Таганрозі. Уламки ракети впали на аеродром[26].
- 3 березня — стався підпал військкомату у Воронежі. Невідомий кинув банку з легкозаймистою рідиною у двері будівлі, що загорілася і була пошкоджена вогнем. Ніхто не постраждав[27].
- 8 березня — розвідувально-ударний гелікоптер Ка-52 при перельоті з Таганрога в Зерноград зазнав аварії в Зерноградському районі Ростовської області. Обидва члени екіпажу загинули. Причина аварії встановлюється[28].
- 9 березня — невідомий спалив будівлю військкомату в місті Луховиці Московської області, закинувши у вікна будівлі пляшки з коктейлем Молотова, з метою знищити архів з особистими даними призовників та перешкодити їхньому заклику для участі у військових діях на території України[29].
- 19 березня — у місті Шуя Іванівської області п'яний місцевий житель кинув «коктейль Молотова» у вікно військкомату. Палія затримали[30].
- 23-24 березня — у прикордонному селі Журавлівка (Білгородська область) розірвався снаряд, травми зазнали троє людей. Після вибуху пошкодження отримали 13 будинків та вісім автомобілів. Повністю зруйновано один будинок, у 12 постраждали вікна та огорожі, на деяких — покрівлі. У ніч на 24 березня у селі теж було неспокійно.[31] Прогриміло ще кілька вибухів. Пізніше стало відомо, що загинув помічник командира бригади з роботи з віруючими військовослужбовцями протоієрей Олег Артемов.[32][33][34] Загибель священнослужителя, ймовірно, сталася під час удару з реактивної установки «Смерч».[35].
- 29 березня — імовірно за допомогою тактичного ракетного комплексу «Точка-У» вироблено з території Харківської області у напрямку Білгородської області не менше трьох пусків ракет, споряджених касетними вражаючими елементами, які завдали шкоди в районі села Червоний жовтень. За даними Слідчого комітету РФ, постраждали вісім людей — кожному завдано тяжкої шкоди здоров'ю. Крім того, 21 одиниця техніки зазнала пошкоджень. Через пожежу і вибухи, що послідували за ним, зруйновано склад, розгорнутий у місці тимчасової дислокації військової частини.[36]

#### Квітень
- 1 квітня;
  - сталася сильна пожежа на нафтобазі в Бєлгороді. За словами губернатора Бєлгородської області В'ячеслава Гладкова, вона стала результатом удару з двох українських гелікоптерів Мі-24, які зайшли у повітряний простір Росії на малій висоті. В екстрених службах повідомили, що горіли вісім резервуарів із паливом. Внаслідок НП постраждали двоє співробітників підприємства. Їхньому життю нічого не загрожує.[37] Київ відповів, що не несе відповідальності за всі «прорахунки» Росії.[38].
  - у районі населеного пункту Нікольське на південь від Бєлгорода потрапив боєприпас. Conflict Intellegence Team встановила, що снаряд прилетів з боку Росії, і припустила, що це може бути російська ракета 9М728 ОТРК «Іскандер-М»[39].
- 5 квітня — у Бєлгородській області почали рити окопи для «перестрахування», про це повідомив голова Шебекинського району Володимир Жданов.[40]
- 9 квітня — за словами губернатора Курської області, ввечері з боку України з мінометів було обстріляно прикордонну засаду в районі населеного пункту Єлизаветівка Глушківського району. За даними губернатора, ніхто не постраждав, руйнувань немає. Вогнем у відповідь російських прикордонників і військовослужбовців вогнева точка була придушена[41][42].
- 12 квітня повідомлялося, що в Шебекінському районі Білгородської області було пошкоджено залізничне полотно. Потерпілих внаслідок пригоди немає.[43]
- 13 квітня — за словами голови адміністрації Климівського району Брянської області Олександра Ісаєва, з боку України було обстріляно з мінометів автомобільний пункт пропуску «Нові Юрковичі», що межує з Чернігівською областю України. У момент обстрілу на його території перебувало понад 30 українських біженців, які прямували в Російську Федерацію і були евакуйовані. Пошкодження отримали два автомобілі, що належать вимушеним переселенцям.[44]
- 14 квітня;
  - Росія звинуватила Україну в обстрілі сіл Журавлівка, Безимено та Сподарюшино Білгородської області.[45]
  - Слідчий комітет РФ повідомив, що два українські бойові вертольоти вторглися в повітряний простір РФ, зробили не менше шести ударів по житлових будинках у селищі Климово Брянської області. Наголошувалося, що при прямих потрапляннях та вибухах снарядів пошкоджено не менше шести житлових будинків селища.[46] Пізніше губернатор регіону Олександр Богомаз заявив, що пошкоджено тією чи іншою мірою близько 100 будинків, два будинки згоріли повністю.[47] Постраждали вісім людей, включаючи вагітну жінку та дитину 2020 року народження, госпіталізовано шестеро, з них двоє у тяжкому стані. За фактом обстрілу порушено кримінальну справу.[48]
- 18 квітня — невідомі спалили будівлю військового комісаріату Зубово-Полянського та Торбеївського районів Мордовії, закинувши в нього чотири пляшки із запалювальною сумішшю. В результаті було знищено комп'ютери та особисті справи призовників, а призовну кампанію в цих районах було зупинено[49].
- 19 квітня;
  - було обстріляно прикордонне село Головчине Білгородської області. За даними губернатора регіону, в результаті атаки постраждали троє людей. Пошкодження отримали понад 30 будинків.[50]
  - у Білгородській області загинув 19-річний солдат. У його похороні зазначено, що він загинув за 15 кілометрів від кордону з Україною. Раніше про втрати російських солдатів з цього боку кордону офіційно не повідомлялося[51]
- 21 квітня — у Твері спалахнула масштабна пожежа в будівлі Центрального НДІ військ повітряно-космічної оборони. Причиною пожежі було названо «коротке замикання». Цей інститут брав участь у розробці ракетного комплексу «Іскандер», а також створював системи невидимості літаків Су-27 та Ту-160. Будівля повністю вигоріла. 22 особи загинуло[52]. У той же день у Кінешмі почалася пожежа на Дмитрівському хімічному заводі — горів цех готової продукції. Працівників підприємства евакуювали. ДХЗ — один з найбільших виробників бутилацетату та промислових розчинників у Росії, постачальник хімічної та нафтохімічної продукції в Росії. За попередніми даними, небезпеки для городян пожежа не становить[53].
- 22 квітня — у підмосковному Корольові, який називають «космічною російською столицею», сталася масштабна пожежа. Довгий час після початку пожежі місцеві органи влади замовчували місце пожежі, а потім заявили, що горів дах будівлі у промзоні. У будівлі проводилися ремонтні роботи, під час яких стався спалах[54].
- 23 квітня — на руднику підприємства «Гайський ГЗК» у місті Гай Оренбурзької області стався вибух. Три людини загинуло. Однією з причин трагедії розглядаються порушення техніки безпеки та недостовірні дані приладів-газоаналізаторів[55].
- 25 квітня — в Брянську спалахнула пожежа на нафтобазі «Транснефть-Дружба». Постраждалих, за попередніми даними, немає. За нею послідувала друга пожежа на військовому складі з 5 000 тоннами палива. Американський військовий аналітик Роб Лі висловив думку, що пожежу «ймовірно» викликав український саботаж.[56]. За непідтвердженими даними у російських ЗМІ, пожежі могли бути спричинені атакою безпілотника. Повідомляється, що того ж дня в Брянській області було збито двох безпілотників Bayraktar TB2[57].
- 27 квітня — Губернатори Курської та Воронезької областей заявили про збиття над їхньою територією українських безпілотників. У Курську та Білгороді вночі сталися серії вибухів, біля Білгорода загорівся склад боєприпасів.[58][59][60]
- 29 квітня — губернатор Брянської області заявив про мінометний обстріл з території України прикордонного управління ФСБ Росії по Брянській області в селищі Біла Берізка. Через обстріл були пошкоджені водо- та електропостачання.[61][62]

#### Травень
- 1 травня — у Курській області на залізничній ділянці Суджа-Сосновий Бір обрушився міст. Постраждалих нема. Губернатор Курської області Роман Старовойт заявив про диверсію.[63][64] В той же день на Пермському пороховому заводі сталася пожежа, внаслідок якої загинули дві співробітниці підприємства. Трохи пізніше стало відомо, що померла ще одна постраждала, яка перебувала у лікарні та стан якої оцінювався як вкрай тяжкий. За даними місцевих видань, одна з будівель злетіла на повітря. Площа пожежі перевищила 500 кв. метрів[65].
- 5 травня — губернатор Білгородської області повідомив про обстріл села Нехотіївка. В результаті було пошкоджено лінію електропередачі, а також п'ять житлових будинків, один з яких сильно зруйнований[66].
- 6 травня — в РФ почалися масштабні лісові пожежі на території Сибіру. Загоряння сконцентровані в Красноярському та Алтайському краях, Іркутській, Кемеровській, Омській, Курганській областях та Хакасії. Загальна площа пожеж — понад 17 тисяч гектарів. Станом на 11 травня згоріли 1298 будинки в 72 населених пунктах (з них 730 житлових будинків), загинуло мінімум 17 осіб, у тому числі одна дитина. Близько 2000 людей залишилися без житла[67].
- 9 травня — невідомі закидали військкомат «коктейлями Молотова» у Череповці[68].
- 11 травня — губернатор Білгородської області повідомив про обстріл села Солохи. Внаслідок обстрілу загинув 18-річний житель села Руслан Нефьодов ще семеро людей було поранено. У селі постраждав житловий будинок. Після інциденту в соцмережах з'явилися фотографії із задимленням на місці інциденту, за словами Гладкова, воно відбувається через очерет, що росте за межами населеного пункту[69].
- 12 травня — стався вибух на пороховому складі у військовій частині, розташованій у селищі Тейсін Хабаровського краю. Внаслідок пригоди загинула щонайменше одна людина. Є постраждалі, їх доставлено до Ельбанської районної лікарні Амурського району Хабаровського краю[70].
- 13 травня — невідомі кинули кілька коктейлів Молотова до будівлі військкомату центрального округу Омська[71]. В той же день у Гуково в Ростовській області теж стався підпал військкомату «коктейлями Молотова»[72].
- 17 травня — у місті Бердськ у Новосибірській області загорівся цех з виробництва поліетиленової плівки. У прес-службі ГУ МНС РФ уточнили, що осередок спалаху виявлено на першому поверсі виробництва. Загальна площа пожежі склала 2110 кв. метрів. Вогонь знищив дах будівлі та прибудови, пошкодив обладнання, що знаходиться усередині[73].
- 19 травня — губернатор Курської області Роман Старовойт заявив про атаку на спиртзавод у населеному пункті Тьоткіно, через що йому було завдано шкоди. Загинув водій вантажного автомобіля, який привіз на підприємство сировину[74].
- 20 травня — у місті Желєзногорськ-Ілімський (Іркутська область) невідомі з пневматичної зброї обстріляли військкомат[75].
- 21 травня — сталася пожежа на території Центрального аерогідродинамічного інституту імені професора Жуковського. Загоряння виникло у трансформаторній підстанції, його площа становила 30 квадратних метрів. Наразі пожежу ліквідовано. Внаслідок НП ніхто не постраждав[76].
- 26 травня — губернатор Курської області Роман Старовойт заявив про обстріл села Воробжа в Суджанському районі. Травми отримав вчитель місцевої школи, він порізався вибитим склом у вікнах[77].
- 27 травня — за повідомленнями російських джерел, при зіткненні з українською диверсійно-розвідувальною групою біля Зерново Брянської області загинуло 6 російських прикордонників. Українці, ймовірно вистрілили із гранатомета по КПП. Йшов сильний дощ і кілька прикордонників зайшли до вагончика або прибудови. Снаряд із РПГ, за деякими даними, потрапив саме туди[78].
- 31 травня — невідомий розбив сокирою вікно військкомату в Ясногорську Тульської області та спробував підпалити будівлю[79].

#### Червень
- 3 червня;
  - житель Комсомольська-на-Амурі у Хабаровському краї підпалив будівлю Росгвардії, він забіг у будівлю з каністрою в руках, швидко розхлюпав бензин по холу, підпалив і втік. Постраждалих внаслідок інциденту немає. Палія було невзовзі затримано. Ним виявився 50-річний чоловік. За два місяці до інциденту він також хотів спалити відділ поліції. На нього склали протокол, але слідчі не порушували кримінальну справу, але завдяки цій інформації його швидко знайшли[80].
  - в Москві спалахнув офісний центр «Гранд Сетунь Плаза». Вогонь охопив із першого по четвертий поверхи будівлі. На місце пожежі рятувальники запросили 15 машин швидкої допомоги. Згодом МНС Росії повідомило, що з будівлі вдалося одразу вивести понад 120 людей[81].
- 4 червня — губернатор Брянської області Олександр Богомаз повідомив про обстріл села Случовськ у Погарському районі[82].
- 8 червня — у Владивостоку (Приморський край) двоє хлопців кинули пляшку з горючою рідиною у стіну дерев'яної будівлі військкомату[83].
- 9 червня — губернатор Білгородської області повідомив про обстріл селища Хотжимськ, внаслідок якого було пошкоджено три будівлі[84].
- 10 червня — у місті Усть-Луга загорівся лісовий термінал «Фактор». За попередньою інформацією, запалала орендована ділянка під мобілізаційні склади[85].
- 11 червня — Клинцівський район Брянської області:
  - У військовій частині 91 704 після вибухів згоріла техніка[86].
  - Неподалік села Гулівка пролунали три вибухи. Тоді ж спрацював сигнал про втрату зв'язку із засувкою трубопроводу. За попередніми даними, це були безоболонкові вибухові пристрої[87].
- 13 червня — внаслідок обстрілу спалахнуло кілька нежитлових об'єктів у селі Ломаківка Стародубського району Брянської області. У травні, за даними української сторони, із села Ломаківка було обстріляно прикордонні території Чернігівської області[88].
- 15 червня — в Краснодарі підпалили будівлю ФСБ[89].
- 17 червня — російський військовий літак-штурмовик Су-25 розбився в Корочанському районі Білгородської області. Ймовірно, літак зачепив опору ЛЕП. Пілот літака встиг катапультуватись[90].
- 21 червня;
  - в Якутії зник з радарів літак Ан-2, який слідував рейсом Ус Хатин — Вертикальний. Він так і не з'явився у пункті призначення. За попередніми даними, на борту перебували три особи — два члени екіпажу та пасажир, доповнює агентство Nation News. Літак перевозив тонну вантажу[91].
  - 21 червня — у Ростовській області на території хутора Гусєв Чортовського району при виконанні тренувального польоту розбився Су-25. Пілот загинув. Причиною могла стати технічна несправність[92]
- 22 червня — у військовій частині селища Барсово Владимирської області на складі боєприпасів здетонував снаряд. Загинули чотири військовослужбовця, ще один постраждав[93].
- 23 червня — у місті Електроуглі Московської області спалахнула пожежа на заводі з лакофарбовими виробами. Палав склад у триповерховому цегляному будинку. До гасіння залучили 55 чоловік та 17 одиниць техніки. Повідомляють, що внаслідок інциденту дах будівлі обвалився. Загалом там було 10 ємностей з легкозаймистою рідиною.[94]
- 24 червня — в Рязані під час зльоту зазнав катастрофи російський військово-транспортний літак Іл-76, який летів з Оренбургу до Бєлгороду та приземлився на дозаправлення в Рязані. На борту перебували дев'ять осіб, четверо з яких — загинули, пятеро — в тяжкому стані доправлені до лікарні[95]. Офіційною причиною названо пожежу двигуна[96][97].

#### Липень
- 3 липня;
  - рано вранці в Білгороді було чутно «серію гучних звуків» внаслідок яких було частково зруйновано 11 багатоквартирних будинків, троє загиблих і чотири постраждалих[98].
  - В Москві спалахнула пожежа в одній з башт житлового комплексу Capital Towers. За попередньою інформацією, спалах розпочався на 55-му поверсі і його причиною стала не погашена сигарета[99].
- 4 липня — у Таганрозі Ростовської області на приватний будинок впав безпілотник. Будинок спалахнув[100].
- 9 липня — невстановлений вибуховий пристрій спрацював на залізничних коліях перед вантажним поїздом на перегоні Робчик — Піщанка в Унецькому районі Брянської області[101].
- 19 липня — Росія звинуватила Україну в обстрілах сіл Нові Юрковичі Климівського району та Ломаківка Стародубського муніципального округу. Про інцидент повідомив губернатор Брянської області Олександр Богомаз. Внаслідок інцидентів ніхто з людей не постраждав, було пошкоджено автомобільну дорогу та прольоти лінії електропередач[102].
- 26 липня — губернатор Брянської області РФ Олександр Богомаз заявив, що на пункт пропуску Троєбортне у Севському районі було здійснено атаку за допомогою квадрокоптера з якого скинули вибуховий пристрій. Внаслідок обстрілу постраждали чотири особи, одна з яких невдовзі померла[103][104].

#### Серпень
- 4 серпня — губернатор Брянської області Олександр Богомаз звинуватив ЗСУ в обстрілі пасажирського поїзду Климово — Москва. Про це очевидці розповіли у мережі. Начеб-то Климово обстріляли з ракетного комплексу «Точка-У». Силами ППО Росії боєприпас був збитий, і його уламки впали на селище. Як стверджують пасажири, уламки ракети вибили шибки в одному з вагонів. Про постраждалих не повідомляється[105].
- 9 серпня — ФСБ заявило, що українські диверсанти підірвали опору лінії електропередачі за 20 кілометрів від Курської АЕС[106]
- 18 серпня — в районі села Тімоново спалахнув склад з боєприпасами[107].

#### Жовтень
- 13 жовтня — Росія звинуватила ЗСУ в обстрілі смт. Октябрський в Білгородський області, в результаті чого загинули 3 співробітника Росгвардії, ще 14 отримали поранення різного ступеня тяжкості. Обстріл проводився із села за два кілометри кордону з Україною[108]. В цей же день квадрокоптер скинув вибухівку біля прикордонного села Старосілля, а одразу після цього біля хутора Балки та села Журавлівка впали по три мінометні міни. Потім міни прилетіли до села Красне, причому одна з них потрапила на територію школи. Ближче до полудня знову обстріляли Журавлівку, а біля села Червоний Хутір із дрону скинули два СВУ. У всіх випадках ніхто не постраждав і нічого не було зруйновано[109].
- 19 жовтня — у прикордонних з Україною регіонах — Брянській, Курській, Білгородській, Воронезькій, Ростовській областях, Краснодарському краї, а також в анексованих Криму та Севастополі було введено режим «середнього рівня реагування» (що є застосуванням 6 із 19 пунктів військового стану), в інших регіонах Центрального та Південного федеральних округів — «рівень підвищеної готовності» (4 з 19 пунктів), а в інших суб'єктах РФ — «рівень базової готовності» (2 з 19 пунктів)[110].
- 30 жовтня — українські диверсанти підірвали на території військового аеродрому в Псковській області два ударні вертольоти Ка-52[111].

#### Листопад
- 18 листопада — російські ЗМІ повідомили про атаку морським безпілотником нафтогавані в Новоросійську[112].

#### Грудень
- 6 грудня — два безпілотники вдруге атакували комбінат «Слава», що належить Росрезерву. БПЛА впали за три метри від резервуарів з дизельним паливом. Резервуари були порожні, тож пожежі вдалося уникнути. 30 листопада після атаки безпілотників на території комбінату спалахнули три резервуари[113].

### 2023

#### Січень-лютий
- 2 лютого під Москвою в селищі Нахабіне горів склад із пластиком[114]
- 12 лютого в Москві загорівся один із хмарочосів[115]
- вночі проти 14 лютого в Москві близ НДІ точних приладів на вулиці Декабристів сталася велика пожежа на площі 1500 м2[116]
- 21 лютого в центрі Москви горів готель одного з найбільших виробників кабелів країни[117]
- 26 лютого на московському заводі вибухнули ємність із паливом, почалася пожежа, обвалився ангар[118].

#### Березень
- 2 березня відбувся Сушанський інцидент.

#### Квітень
- 2 квітня — у кафе «Стріт Бар» у Санкт-Петербурзі, де відбувався творчий вечір воєнного кореспондента та пропагандиста Владлена Татарського, стався вибух. Загинув лише Татарський; постраждали ще 25 осіб; 19 їх госпіталізовано[119][120][121].

#### Травень
- 13 травня в небі над Брянською областю було збито кілька повітряних суден. Офіційно було підтверджено аварію лише одного вертольота[122].

- 22 травня розпочались епізодичні бої в Бєлгородській області за участю російських добровольців з ЛСР та РДК.

#### Червень
- 1 червня стався другий рейд російських добровольців на Бєлгородщині.
- 23—24 червня стався заколот ПВК «Вагнер» під проводом Євгенія Пригожина та їх символічний марш на Москву.

### 2024

#### Березень
- 2 березня в Санкт-Петербурзі дрон врізався в житловий будинок [123]

- 6 березня в Республіці Тива вибухнула та палала ТЕЦ[124]

- 9 березня РФ була атакована 47 дронами, більшість з них атакували Ростовську область[125]

- 10 березня в Санкт-Петербурзі палав ангар біля аеропорту[126]

- Вранці 12 березня Легіон «Свобода Росії», Російський добровольчий корпус та Батальйон «Сибір» зайшли на територію РФ Легіон «Свобода Росії», Російський добровольчий корпус та Батальйон «Сибір» зайшли на територію РФ. Курська, Білгородська та ін. області зазнали атак дронами. В Іванівській області впав військовий літак Іл-76. В Санкт-Петербурзі було атаковано південну ТЕЦ. В Орловській області було атаковано завод[127].[128][129][130]

- 13 березня було атаковано авіазавод в Таганрозі[131]

- 14 березня в Білгороді знову лунали вибухи та деякі люди євакуювалися з міста[132]

- 15 березня вночі Білгород знову було обстріляно і дрон вразив завод в Калузькій області, а в перший день виборів на виборчих ділянках люди почали масово псувати бюлетені [133]

- З початку 2024 року, головним чином, наприкінці лютого - на початку березня, дронами атаковано не менше 14 об'єктів нафтопереробної галузі РФ. Незважаючи на побоювання США з приводу того, що ці атаки підвищать ціни на нафту, українська сторона не відмовилася від подальших атак. [134] [135]